# Restio saroclados
Restio saroclados är en gräsväxtart som beskrevs av Maxwell Tylden Masters. Restio saroclados ingår i släktet Restio och familjen Restionaceae. Inga underarter finns listade i Catalogue of Life.